# Cá tràu mắt
Cá tràu mắt hoặc cá lóc suối (tên khoa học: Channa marulius) là một loài cá lóc có nguồn gốc từ Nam Á, nhưng đã di thực với Hoa Kỳ. Ở Nam Ấn Độ, nó thường được tìm thấy trong hồ chứa. Nó được tìm thấy tại đập Pechpparai, Chittar, Manimuthar, Bhvani và Mettur của bang Tamil Nadu và Thenmalai, đập Neyyar và Idukki của Kerala. Tại Assam nó được gọi theo tên địa phương là xaal. Nó là loài phát triển nhanh hơn hầu hết các loài khác thuộc cùng chi. Nó là một loài ăn thịt. Nó được mua bán trực tiếp và lấy giá cao trên thị trường. Thịt có giá trị dinh dưỡng cao và thịt của nó được cho là có tác dụng chữa lành vết thương và các thuộc tính thu hồi nhiệt. Nó rất thích hợp cho nuôi thâm canh do thói quen thở không khí của nó.
Nó là một loài xâm lấn tại Hoa Kỳ.